# براندن جاكسون
براندن جاكسون (بالإنجليزية: Branden Jackson)‏ هو لاعب كرة قدم أمريكية أمريكي، ولد في 11 نوفمبر 1992 في ماكيسبورت في الولايات المتحدة.

## وصلات خارجية
- براندن جاكسون على موقع مرجع كرة القدم المحترفة.كوم (الإنجليزية)